# Mauriac (Cantal)
Mauriac je francouzská obec v departementu Cantal v regionu Auvergne. V roce 2011 zde žilo 3 819 obyvatel. Je centrem arrondissementu Mauriac.

## Vývoj počtu obyvatel
Počet obyvatel 